# Sojus 4
Sojus 4 ist die Missionsbezeichnung für den am 14. Januar 1969 gestarteten Flug eines sowjetischen Sojus-Raumschiffs. Es war der dritte bemannte Flug eines Sojus-Raumschiffs und der zwölfte Flug im sowjetischen Sojusprogramm.

## Besatzung

### Startbesatzung
- Wladimir Alexandrowitsch Schatalow (1. Raumflug) Kommandant

### Ersatzbesatzung
- Georgi Stepanowitsch Schonin

Die Unterstützungsmannschaft bestand aus Georgi Timofejewitsch Dobrowolski.

### Rückkehrbesatzung
- Wladimir Alexandrowitsch Schatalow (1. Raumflug) Kommandant
- Alexei Stanislawowitsch Jelissejew (1. Raumflug)
- Jewgeni Wassiljewitsch Chrunow (1. Raumflug)

## Missionsüberblick
Sojus 4 war Teil einer Verbundmission mit dem einen Tag später gestarteten Raumschiff Sojus 5, wodurch vier Kosmonauten gleichzeitig im All waren.
Einen weiteren Tag später, am 16. Januar 1969, führten die beiden Raumschiffe die erste Kopplung zweier bemannter Raumflugkörper durch. Beide Raumschiffe waren elektrisch und mechanisch miteinander verbunden, hatten aber keine Durchstiegsluke zum jeweils anderen Raumschiff. Während Alexei Jelissejew und Jewgeni Chrunow in Sojus 5 ihre Raumanzüge anlegten und in den Weltraum ausstiegen, um zu Sojus 4 zu gelangen, wurde das Orbitalmodul von Sojus 4 drucklos gemacht, da es als Einstiegsschleuse für die beiden Kosmonauten dienen sollte. Nach ungefähr einer Stunde konnte dann Schatalow seine beiden Besucher begrüßen, nachdem das Orbitalmodul wieder seinen Kabinendruck erreicht hatte.
Nachdem beide Raumschiffe 4 Stunden und 35 Minuten aneinander gekoppelt waren, trennten sie sich wieder und begannen getrennte Abstiege.
Diese Mission bewies die Möglichkeit, dass die für das sowjetische Mondprogramm nötigen Schritte im Weltraum ausführbar waren. Der Plan sah einen einzelnen Kosmonauten vor, der über einen Weltraumausstieg vom Landemodul wieder in das Raumschiff gelangen sollte. Im Gegensatz zu den Apollo-Raumschiffen hatte das sowjetische Modell keinen Verbindungstunnel zwischen Lande- und Kommandomodul.
Am 24. Januar 1969 sollten die Besatzungen beider Raumschiffe den damaligen KPdSU-Generalsekretär Leonid Breschnew während einer Willkommenszeremonie vor dem Moskauer Kreml treffen. Dies wurde aber durch ein Attentat auf den sowjetischen Parteichef verhindert. Der Unterleutnant Wiktor Iljin schoss acht Mal auf den Konvoi, zielte aber irrtümlich nicht auf Breschnews Auto, sondern auf das, in dem die bereits früher in den Weltraum geflogenen Kosmonauten Georgi Beregowoi, Alexei Leonow, Andrijan Nikolajew und Walentina Tereschkowa saßen. Der Fahrer des Wagens wurde getötet, ein Fahrer der Motorradeskorte, Beregowoi und Nikolajew wurden leicht verletzt, letzterer konnte das Fahrzeug anhalten. Der Wagen Breschnews fuhr daraufhin an den auf der Tribüne wartenden Sojus-4 und -5-Besatzungen vorbei.